# Вольф, Ойген
Ойген Вольф (нем. Eugen Wolf$ 24 января 1850, Кирххаймболанден — 10 мая 1912, Мюнхен) — немецкий журналист и путешественник.

## Жизнь
Провел большую часть жизни в путешествиях: сначала в Европе, затем в Новом Свете, Африке и Дальнем Востоке. В 1873 отправился в Южную Америку, Центральную Африку (1884—1885), Соединенные Штаты (1887), Восточную Африку (1889—1890), Южную Африку (1891—1892) и Мадагаскар (1895). В период между августом 1896 и июнем 1898 он был в Китае, Японии и Сибири. В 1909, за три года до смерти, он совершил поездку в Океанию.
В Германии и за границей Вольф встречался с политиками, бизнесменами и дипломатами для содействия в расширении роли Германской Империи в мировой политике. Согласно его мнению, международная торговля являлась ключевым элементом в развитии Германии как мировой державы, так же как и обмен немецких товаров на сырье (частично из Китая).
У него имелись опасения, что постоянно возрастающая роль России, Америки и Японии представляла угрозу для подъёма Германии. Свои мысли он выразил Отто фон Бисмарку во время встреч с ним, до того как отправился в Китай и составил книгу «Мои путешествия: Китай» (нем. ’Meine Wandurengen, I: Im Innern Chinas’’), опубликованную в 1901. После поездки в Китай Вольф составил план развития Германии и после своего возвращения предоставил его Министерству иностранных дел в Берлине.

## Работы
- О Бисмарке и его окружении(Vom Fürsten Bismarck und seinem Haus)

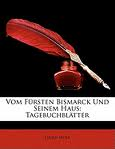
Vom Fürsten Bismarck und seinem Haus

- Мои путешествия: Китай. (Meine Wanderungen: Im Innern Chinas)

Вольф был плодовитым писателем, он описал свои путешествия в книгах и ряде статей для Берлинской Газеты (нем. Berliner Tageblatt). Он использовал свои отчеты, чтобы увеличить количество международных экономических и политических связей и объединил свои многочисленные коллекции с повесткой дня, сказав, что «передает этнографические коллекции баварским и прусским музеям, чтобы дать молодым немцам возможность узнать другие культуры».

## Чукотская этнографическая коллекция
Чукотская этнографическая коллекция была официально передана Государственному этнографическому музею 14 января 1899 как единственный дар от О.Вольфа. Государственный этнографический музей в Мюнхене (нем. Staatliches Museum für Völkerkunde) является одним из самых значимых музеев Европы с коллекциями, включающими 350 000 экспонатов со всего мира.
Около 500 экспонатов из Сибири: часть из них датируется XVIII веком, остальные — XIX и XX веком. Собранная разными коллекционерами, сибирская выставка включает образцы из различных регионов Сибири, большая их часть из Чукотки.
Эта выставка, находящаяся в музее, включает: многочисленные предметы детской и взрослой одежды, как и одежду для специальных целей. Есть и детские игрушки (кожаный мяч, барабан), два музыкальных инструмента (скрипка ручной работы и балалайка). Также имеются и церемониальные предметы, напр., ритуальные барабаны.